# Sirope de chocolate

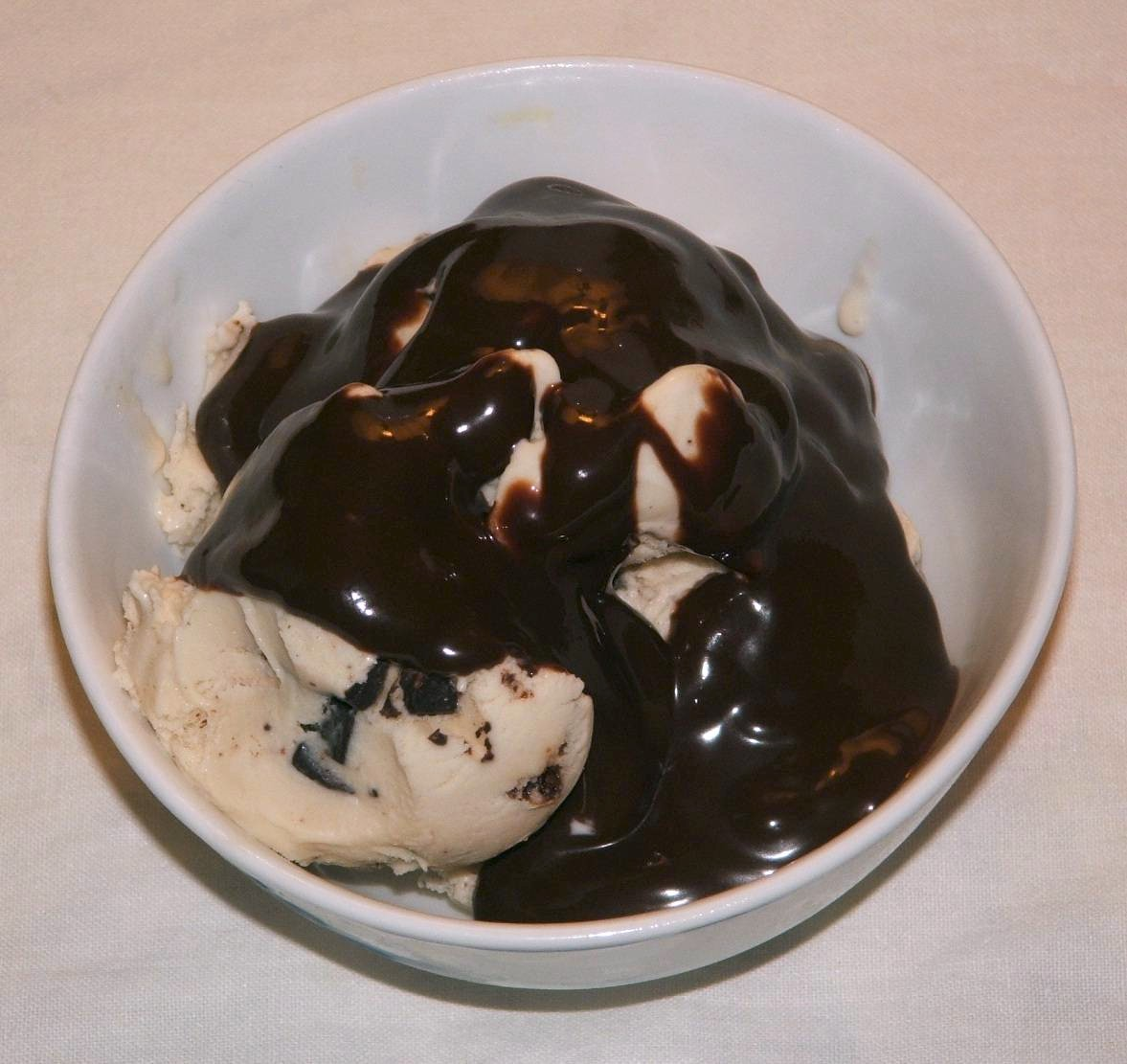
Helado cubierto con sirope de chocolate.

El sirope de chocolate, salsa de chocolate o jarabe de chocolate es un tipo de condimento que suele añadirse a ciertas preparaciones culinarias con el objeto de aumentar el sabor y aroma a chocolate. El sirope de chocolate puede añadirse a una amplia gama de platos, si bien a menudo se usa para cubrir diversos postres, como helados, o mezclado con leche para obtener leche chocolateada. En repostería, mediante el uso de una manga puede ser empleado en la decoración de ciertos platos, como pueden ser postres. 

## Ingredientes básicos
El principal ingrediente es el cacao en polvo, se añade jarabe de maíz para proporcionar consistencia, azúcar y aromas diversos, como extracto de vainilla.
- Datos: Q599901
- Multimedia: Chocolate sauce / Q599901
- Libros y manuales: Artes culinarias/Recetas/Salsa de chocolate